# Chiesa cristiana millenarista
La Chiesa cristiana millenarista, o anche Liberi Studenti della Bibbia, è un movimento religioso cristiano iscrivibile nei gruppi di ispirazione millenarista proveniente  dagli Studenti Biblici internazionali,  i cui principali discendenti sono oggi i cristiani Testimoni di Geova e i diversi raggruppamenti che si denominano tuttora Studenti Biblici.

## Storia
Trova la sua origine nel 1928 quando diversi gruppi di Studenti Biblici di lingua italiana del Connecticut guidati da Gaetano Boccaccio e Frank Tuzza, si allontanano gradualmente dalla Watchtower Society e si distaccano dagli innovamenti dottrinali introdotti da Joseph Rutherford per tornare agli insegnamenti di Charles Taze Russell e costituire nel 1933 i primi gruppi di studio dopo aver abbandonato ufficialmente gli studenti biblici legati alla Watchtower che nel 1931 avevano adottato il nome Testimoni di Geova.
La loro guida spirituale in quegli anni è Gaetano Boccaccio che farà da tramite anche con l'Italia, dove nel corso degli gli aderenti a questi gruppi del Connecticut rientrano in Italia ed evangelizzano i parenti e i conoscenti formando le prime classi di studenti biblici millenaristi. La prima assemblea in Italia si svolge nel 1949 a Messina dove vengono battezzate circa 30 persone provenienti da chiese evangeliche in particolare dai pentecostali. Oggi in Italia vi sono ancora diverse comunità millenariste e svariati simpatizzanti sparsi per tutta la penisola e la sede centrale è a Pescara. Il presidente per l'opera mondiale è Elmeer Weeks che è anche segretario generale della Chiesa Millenarista negli Usa, assemblee sono presenti anche in Africa (negli stati del Congo e del Malawi) ed in Australia.
In Italia la chiesa pubblica il giornale trimestrale La nuova creazione e diversi opuscoli informativi fra cui Mille anni di pace, i Testimoni di Geova e la restaurazione di Israele, il comandamento di Cristo è autentico oppure no?, che vengono inviati gratuitamente a chi ne fa richiesta.
Negli ultimi tempi la Chiesa Cristiana Millenarista ha lanciato un appello all'unità con tutte le organizzazioni affini ad essa, per quanto riguarda l'Italia, la Chiesa Cristiana Millenarista sta lavorando per una visione comune della fede pur con sfumature dottrinali diverse con l'associazione studenti biblici Aurora formata da gruppi di studenti biblici che si ispirano agli insegnamenti di Charles Taze Russell legate alla Dawn Bible Student's Association.
Ancora oggi, i Liberi Studenti della Bibbia sono indipendenti. Non hanno nessuna autorità centralizzata o organismo. Non hanno nessuna lista e non sollevano alcuna quota associativa. Si può vedere come una comunità cristiana, che si concentra sul principio semplice dei primi cristiani. Il cristiano millenarista riconosce come autorità centrale e principale solo il Signore e Maestro, Gesù Cristo. Ogni anno,  in corrispondenza del 14 nisan del calendario ebraico, dopo il tramonto le Comunità Cristiane Millenariste in Italia celebrano la commemorazione della morte di Gesù, insieme al battesimo per immersione; questo è l'unico rito che tali comunità celebrano.